# MÁV-Baureihe V50

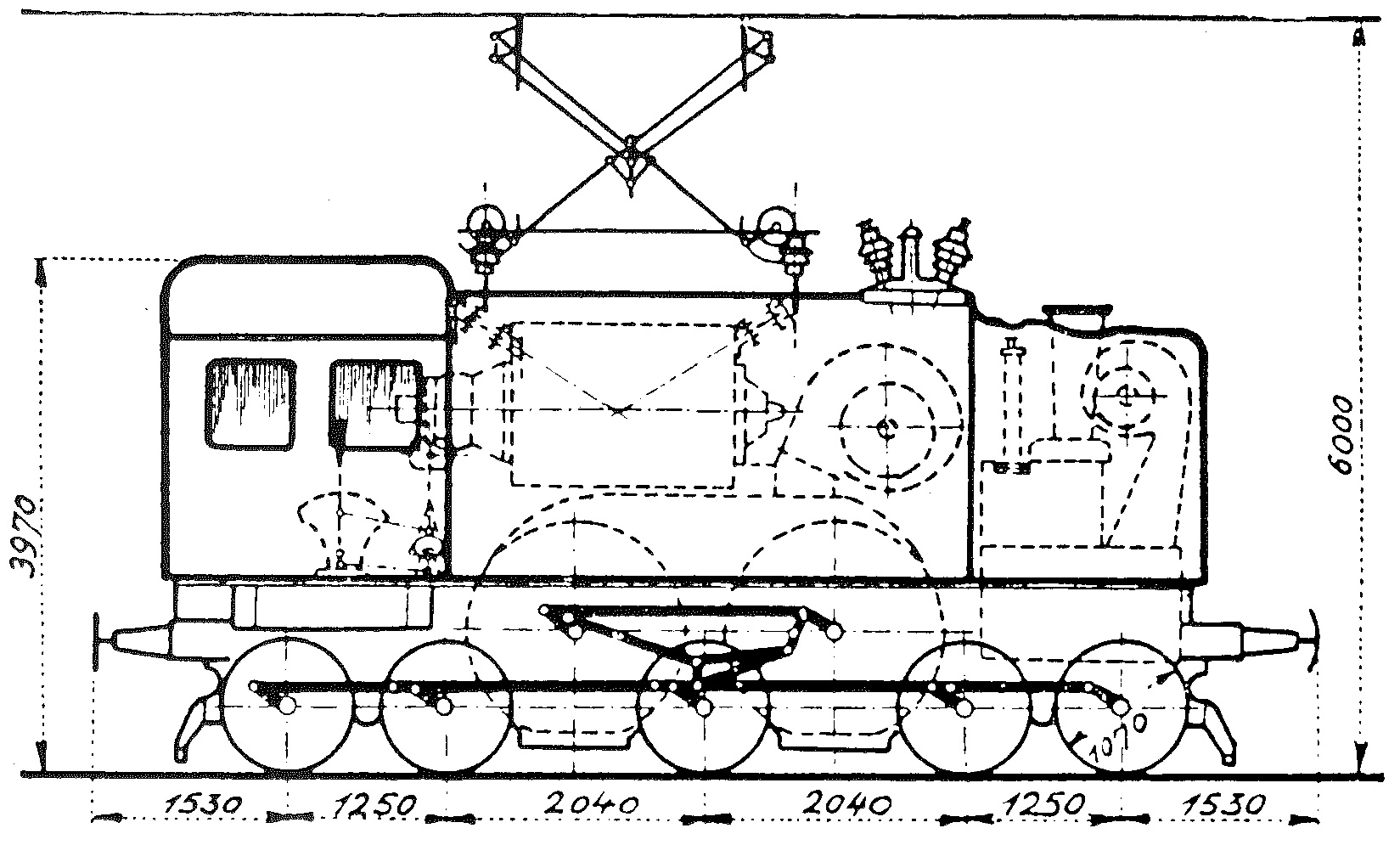
MÁV V50 Entwurfsskizze

Die V50.001 war eine elektrische Lokomotive der ungarischen Staatsbahn Magyar Államvasutak (MÁV) und mit dem Kandó-Stangenantrieb ausgestattet. Sie war konstruktiv aus der Dreiphasenwechselstrom-Baureihe FS E.552 des oberitalienischen Drehstromnetzes hervorgegangen und die Ausführung für Einphasen-Wechselspannung. Die mit der Lokomotive getätigten Versuche führten zur weiteren Beschaffung von Serienlokomotiven der Reihen V40 und V60 ab 1930.

## Geschichte
Nach der Elektrifizierung des oberitalienischen Drehstromnetzes durch die Firma Ganz & Co., Budapest beschlossen die Magyar Államvasutak eine Elektrifizierung der Eisenbahnstrecken ihres Landes mit Einphasenwechselspannung mit Industriefrequenz. Dafür sprach die einfachere Elektrifizierung mit einer einpoligen Fahrleitung sowie die kostengünstigere Erzeugung von Strom mit Industriefrequenz ausschließlich durch Kohlekraftwerke, im Gegensatz zu einer schon 1911 von Siemens in Rákospalota, einem Vorort von Budapest, erbauten Strecke mit reduzierter Frequenz von 16⅔ Hz.
So entstand die Probelokomotive nach System Kálmán Kandó mit vielen Elementen aus dem oberitalienischen Drehstromnetz wie der mechanischen Ausrüstung der Lokomotive, dem Antrieb mit zwei Drehstrommotoren sowie einem Flüssigkeitsanlasser. Neu war die Erzeugung des Drehstroms aus der Fahrleitung mit Wechselstrom und Industriefrequenz durch einen rotierenden Phasenumformer.
Die erste Probefahrt absolvierte die Lokomotive im Oktober 1923. Diese ersten Probefahrten machten einen nochmaligen intensiven Umbau der Lokomotive erforderlich. Unter anderem erwies sich die Kühlung des Phasenumformers als nicht ausreichend, sodass die Maschine in ihrem umgebauten Zustand erst 1928 wieder unter Fahrdraht gesetzt werden konnte. Besonders die Lagerung des Phasenumformers, der im Urzustand aufgehängt, im umgebauten Zustand jedoch aufgestellt wurde, machten eine Änderung des Lokkastens nötig. Die so umgebaute Lokomotive unternahm ab November 1928 mehrere Probefahrten, wobei sie Laufleistungen von 50 000 km bei ausgezeichneten Betriebsergebnissen erzielte. Dabei soll die Lokomotive eine Langzeitbelastung von 12 h mit einem Güterzug von 1200 t Last bestanden haben. Die Traktionsleistung wurde für die Beförderung von Schnellzügen von 500 t und Güterzügen bis 1420 t ermittelt.
Die guten Versuchsergebnisse mit dieser Lokomotive führten zur Entscheidung, die Strecke von Budapest nach Hegyeshalom mit 15 kV bei einer Frequenz von 50 Hz zu elektrifizieren sowie zur Beschaffung von Serienlokomotiven der Reihen V40 sowie V60. Mit der Erhöhung der Fahrleitungsspannung auf 25 kV wurde die Lokomotive 1960 ausgemustert.

## Technische Merkmale
Äußerlich besitzt die Lokomotive große Ähnlichkeit mit den E.552 der FS, die ungefähr zur selben Zeit wie die V50 entstanden. Sie ist eine Einrahmenlokomotive und besteht aus den Sektionen Führerstand, mittlerer Maschinenraum und vorderer Maschinenraum. Der Führerstand wurde als einseitiger Endführerstand ausgebildet und überragte die beiden Maschinenräume in der Breite, um eine gute Streckensicht zu realisieren. Im mittleren Maschinenraum waren die beiden Drehstromfahrmotoren, der Phasenumformer, der Ölhauptschalter und der Hauptlüfter für die Kühlung der Motoren, des Phasenumformers und der Erregermaschine untergebracht. Der Phasenumformer bedingte ursprünglich eine andere Form des Lokkastens. Auf dem Dach des mittleren Maschinenraumes waren die beiden als Wippe gestalteten Stromabnehmer auf einer gemeinsamen Konsole befestigt, diese war mit Isolatoren gegen den Maschinenraum isoliert. Unterhalb des vorderen Maschinenraumes war der Flüssigkeitsanlasser untergebracht. Außerdem war im vorderen Maschinenraum der Luftverdichter untergebracht. Die mechanische Ausrüstung der Lokomotive wies im Ursprungszustand eine Masse von 27 t und nach dem Umbau von 27,9 t. Die elektrische Ausrüstung wog ursprünglich 52 t, nach dem Umbau 46,9 t.
Vom Laufwerk ähnelte sie der benannten Drehstromlok. Von den fünf gekuppelten Radsätzen waren der zweite und fünfte fest im Rahmen gelagert, was der Lokomotive einen festen Achsstand von 4080 mm verlieh. Die restlichen Radsätze waren ±40 mm seitenverschiebbar. Im Unterschied zu den E.552 der FS besaß die Lokomotive den patentierten Kandó-Antrieb, der eine Gewichtsreduzierung im Gegensatz zum Schlitztreibstangenantrieb ermöglichte und die Kurbelzapfen der beiden Hauptfahrmotoren verband. Ansonsten entsprach die Lokomotive wie ihre Schwesterlokomotiven aus Oberitalien demselben Konstruktionsprinzip mit Innenrahmen, wobei die beiden Rahmenwangen unten mit einer Bodenwanne, mehreren Querversteifungen und an den Enden mit den Pufferbohlen versteift wurde.
Die Stromabnehmer bestanden aus Aluminium und besaßen je zwei Schleifstücke. An den Fahrdraht wurden sie pneumatisch angedrückt und durch Druckfedern verstärkt. Durch die einpolige Fahrleitung konnten sie einfacher ausgeführt werden als bei den italienischen Drehstromlokomotiven. Neu an der Lokomotive war die Ausrüstung mit einem Phasenumformer, der die beiden Drehstrom-Fahrmotoren nach Vorbild in Oberitalien mit 350 bis 700 V Spannung versorgte. Bei einer Drehzahl der Motoren oberhalb der Synchrongeschwindigkeit (z. B. im Gefälle) gingen die Drehstrommotoren selbsttätig in den Bremsbetrieb über und wirkten als Nutzbremse. Der Phasenumformer bestand aus einem Hochspannungs-Synchronmotor und einem Drehstromgenerator in einer Maschineneinheit. Er besaß die Eigenschaft, dass sein Kurzschlussstrom geringer als sein höchster Belastungsstrom war. Dadurch kam es beim Ausfall des Phasenumformers zu keiner Störung im Kraft- oder Unterwerk. Durch ihre Bauform waren die Fahrmotoren gegen Fahrleitungsspannungsschwankungen, wie es im Drehstromnetz Oberitaliens zu befürchten war, relativ geschützt. Gekühlt wurde der Ständer in einem ständig rotierenden Ölbad, der Rotor des Umformer war mit nach Patent Dr. Seidner wassergekühlt, was bei der V50 zum ersten Mal angewandt wurde. Ursprünglich lief der Phasenumformer mit einer Drehzahl von 3000 min−1, beim Umbau wurde die Umformerdrehzahl auf 1500 min−1 halbiert. Diese Änderung wurde durch eine Verdoppelung der Polzahl kompensiert. Die Verbindung des Phasenumformers zu den Fahrmotoren über den Flüssigkeitsanlasser wurde über eine Schützensteuerung von 30 Schützen realisiert.
In der ursprünglichen Bauform wies die Lokomotive vier Synchrongeschwindigkeiten auf, nach dem Umbau lediglich drei. Im umgebauten Zustand wurde dies durch die Schaltung von 36, 24 und 18 Polen der ständig parallel geschalteten Fahrmotoren erreicht. Der Übergang zwischen den Synchrongeschwindigkeiten wurde wie bei den italienischen Lokomotiven mit einem Flüssigkeitswiderstand, dem sogenannten Flüssigkeitsanlasser, realisiert. Als Widerstandsmedium diente eine 0,5 %ige Sodalösung. Der Lokführer konnte am Fahrschalter die gewünschte Synchrondrehzahl vorwählen und gleichzeitig die Beschleunigung zwischen den Synchronstufen regeln. Damit wurde der Luftdruck geregelt, mit dem der Flüssigkeitsanlasser den Widerstand zur Beschleunigung änderte.